# Holly Johnson
Holly Johnson, właśc. William Johnson (ur. 9 lutego 1960 w Liverpoolu) – angielski muzyk i piosenkarz. W latach 80. należał do popularnego zespołu pop-rockowego Frankie Goes to Hollywood. Od 1989 roku prowadzi karierę solową, nagrywając muzykę w stylach pop, dance i house.

## Życiorys
Swoją działalność muzyczną rozpoczął w 1977 roku w Liverpoolu jako basista w punk-rockowej grupie Big in Japan. Z zespołem tym nie osiągnął sukcesu i szybko się z nim rozstał. Pierwszy singel sygnowany własnym nazwiskiem, "Yankiee Rose", Holly wydał jeszcze w roku 1979. Rok później ukazał się drugi, "Hobo Joe", jednak oba spotkały się z niepowodzeniem.
Największą sławę zyskał w pierwszej połowie lat 80., jako wokalista i autor tekstów kwintetu Frankie Goes to Hollywood. Z zespołem tym nagrał dwie płyty studyjne i wylansował takie przeboje jak "Relax", "Two Tribes" i "The Power of Love". W 1987 roku, pomimo osiągnięcia wielkiego sukcesu, Holly rozstał się z zespołem. Głównym powodem odejścia był konflikt na tle finansowym z producentem Trevorem Hornem z wytwórni płytowej ZTT Records, który miał swój finał w sądzie.
Pierwszą solową płytę, zatytułowaną Blast, wydał w 1989 roku. Okazała się ona sporym sukcesem i dotarła do pierwszego miejsca na liście w Wielkiej Brytanii. Udało jej się także zdobyć status platynowej, a single "Love Train", "Americanos" i "Atomic City" stały się przebojami. W maju tego samego roku razem z innymi artystami nagrał charytatywny singel z coverem "Ferry 'Cross the Mersey" zespołu Gerry and the Pacemakers, który zdobył szczyt brytyjskiej i irlandzkiej listy przebojów. Idąc za ciosem, w 1990 roku Holly wypuścił album Hollelujah – de facto składankę zawierającą przeróbki i remiksy piosenek z płyty Blast.
Rok 1991 przyniósł kolejny taneczny album, Dreams That Money Can't Buy. Nie powtórzył on jednak sukcesu Blast, z powodu braku promocji ze strony wytwórni MCA Records. Stosunki piosenkarza z firmą znacznie się pogorszyły i jeszcze przed wydaniem tej płyty Johnson opuścił MCA. W listopadzie tego samego roku odkrył, że jest nosicielem wirusa HIV. Informację tę oficjalnie ogłosił dwa lata później w dzienniku The Times.
W roku 1994 wydał autobiografię A Bone in My Flute, która zebrała pozytywne recenzje i stała się bestsellerem. Napisał i nagrał piosenkę "Love & Hate" wspólnie z japońskim kompozytorem Ryūichi Sakamoto, a także solowy singel "Legendary Children", będący hołdem dla społeczności gejowskiej. Oba wydawnictwa nie osiągnęły jednak sukcesu komercyjnego.
W połowie lat 90. Holly poświęcił się swojej drugiej życiowej pasji – malarstwu. Jego prace wystawiane były w takich galeriach jak Tate Liverpool czy londyńskiej Royal Academy. Rozpoczął współpracę z magazynami Details i Modern Painters.
Na rynek muzyczny powrócił wydaną w 1999 roku płytą Soulstream, wydaną przez jego własną wytwórnię Pleasuredome. Z tego albumu szerszym echem odbiła się tylko dyskotekowa wersja przeboju "The Power of Love" z czasów Frankie Goes to Hollywood. Johnson sam wyreżyserował teledysk do singla "Disco Heaven", w którym pojawił się Boy George.
W sierpniu 2009 poprowadził godzinną audycję radiową In the Beginning poświęconą grupie The Beatles w brytyjskim BBC Radio 2.

## Życie prywatne
Jest homoseksualistą. W latach 1984–1994 był w związku ze swoim menedżerem Wolfgangiem Kuhle.

## Dyskografia

### Albumy
| Rok  | Tytuł                       | Pozycje na listach | Pozycje na listach | Pozycje na listach | Pozycje na listach | Pozycje na listach | Pozycje na listach | Pozycje na listach | Pozycje na listach | Pozycje na listach |
| Rok  | Tytuł                       | [ 6 ]              | [ 7 ]              | [ 8 ]              | [ 9 ]              | [ 10 ]             | [ 11 ]             | [ 12 ]             | [ 13 ]             | [ 14 ]             |
| ---- | --------------------------- | ------------------ | ------------------ | ------------------ | ------------------ | ------------------ | ------------------ | ------------------ | ------------------ | ------------------ |
| 1989 | Blast                       | 1                  | —                  | 12                 | 10                 | 27                 | 10                 | 11                 | 10                 | 11                 |
| 1990 | Hollelujah                  | —                  | —                  | —                  | —                  | —                  | —                  | —                  | —                  | —                  |
| 1991 | Dreams That Money Can't Buy | —                  | —                  | —                  | —                  | —                  | —                  | —                  | —                  | —                  |
| 1999 | Soulstream                  | —                  | —                  | —                  | —                  | —                  | —                  | —                  | —                  | —                  |

### Single
| Rok       | Tytuł                                                                                              | Pozycje na listach | Pozycje na listach | Pozycje na listach | Pozycje na listach | Pozycje na listach | Pozycje na listach | Pozycje na listach | Pozycje na listach | Pozycje na listach | Pozycje na listach | Pozycje na listach | Pozycje na listach | Album                       |
| Rok       | Tytuł                                                                                              | [ 6 ]              | [ 15 ]             | [ 7 ]              | [ 8 ]              | [ 9 ]              | [ 10 ]             | [ 16 ]             | [ 12 ]             | [ 13 ]             | [ 17 ]             | [ 14 ]             | [ 18 ]             | Album                       |
| --------- | -------------------------------------------------------------------------------------------------- | ------------------ | ------------------ | ------------------ | ------------------ | ------------------ | ------------------ | ------------------ | ------------------ | ------------------ | ------------------ | ------------------ | ------------------ | --------------------------- |
| 1989      | "Love Train"                                                                                       | 4                  | 5                  | 4                  | 17                 | 8                  | 12                 | 21                 | 14                 | 10                 | 35                 | 20                 | 65                 | Blast                       |
| 1989      | "Americanos"                                                                                       | 4                  | 6                  | 2                  | 1                  | 4                  | 8                  | 10                 | 7                  | 6                  | —                  | 10                 | —                  | Blast                       |
| 1989      | "Atomic City"                                                                                      | 18                 | 9                  | 16                 | 19                 | 10                 | 40                 | 29                 | —                  | —                  | —                  | 20                 | —                  | Blast                       |
| 1989      | "Heaven's Here"                                                                                    | 62                 | 22                 | 58                 | —                  | —                  | —                  | —                  | —                  | —                  | —                  | —                  | —                  | Blast                       |
| 1990      | "Where Has Love Gone?"                                                                             | 73                 | —                  | —                  | —                  | —                  | —                  | —                  | —                  | —                  | —                  | —                  | —                  | Dreams That Money Can't Buy |
| 1991      | "Across the Universe"                                                                              | 99                 | —                  | —                  | —                  | —                  | —                  | —                  | —                  | —                  | —                  | —                  | —                  | Dreams That Money Can't Buy |
| 1991      | "The People Want to Dance"                                                                         | —                  | —                  | —                  | —                  | —                  | —                  | —                  | —                  | —                  | —                  | —                  | —                  | Dreams That Money Can't Buy |
| 1994      | "Legendary Children (All of Them Queer)"                                                           | —                  | —                  | —                  | —                  | —                  | —                  | —                  | —                  | —                  | —                  | —                  | —                  | Soulstream                  |
| 1998      | "Hallelujah!"                                                                                      | —                  | —                  | —                  | —                  | —                  | —                  | —                  | —                  | —                  | —                  | —                  | —                  | Soulstream                  |
| 1999      | "Disco Heaven"                                                                                     | —                  | —                  | —                  | —                  | —                  | —                  | —                  | —                  | —                  | —                  | —                  | —                  | Soulstream                  |
| 1999      | "The Power of Love"                                                                                | 56                 | —                  | —                  | —                  | —                  | —                  | —                  | —                  | —                  | —                  | —                  | —                  | Soulstream                  |
| Gościnnie | |                    |                    |                    |                    |                    |                    |                    |                    |                    |                    |                    |                    |                             |
| 1989      | "Ferry 'Cross the Mersey" (z The Christians, P. McCartneyem, G. Marsdenem i Stock Aitken Waterman) | 1                  | 1                  | —                  | 15                 | 11                 | 21                 | 15                 | —                  | 4                  | 45                 | —                  | —                  | tylko na singlu             |
| 1994      | "Love & Hate" (z Ryūichi Sakamoto)                                                                 | —                  | —                  | —                  | —                  | —                  | —                  | —                  | —                  | —                  | —                  | —                  | —                  | Sweet Revenge               |